# Dầu cát
Dầu cát hay dầu mít (danh pháp hai phần: Dipterocarpus costatus) là cây thuộc họ Dầu.

## Phân bố
Cây phân bố từ Myanmar, Thái Lan, Lào, Việt Nam, Campuchia đến bán đảo Malaysia. Tại Việt Nam, cây phân bố từ Quảng Trị đến Phú Quốc.

## Miêu tả
Cây dầu cát sinh trưởng trong rừng thường xanh hoặc rừng nửa rụng lá, mọc rải rác hay tập trung từng đám trong rừng cây họ Dầu. Cây có thể cao đến 40 m, đường kính thân có thể đạt 100 cm, cá biệt đến 160 cm, lá hình trứng, nhọn hoặc thuôn hoặc hình trái xoan nhọn. Mùa quả chín là tháng 3 đến tháng 4. Cây có thể tái sinh bằng hạt.

## Sử dụng
Cây cho gỗ, dầu nhựa và tinh dầu. Gỗ dầu cát cứng và nặng, tỉ trọng từ 740 kg/m³ đến 970 kg/m³ ở độ ẩm 15%. Dầu nhựa dùng để thắp sáng, làm dầu bóng và xảm thuyền.

## Cây lai
Tại Myanmar và Thái Lan đã gặp con lai tự nhiên giữa dầu cát với dầu trà beng (Dipterocarpus obtusifolius), còn tại Thái Lan và Malaysia có con lai tự nhiên giữa dầu cát với dầu thanh (Dipterocarpus gracilis).

## Hình ảnh

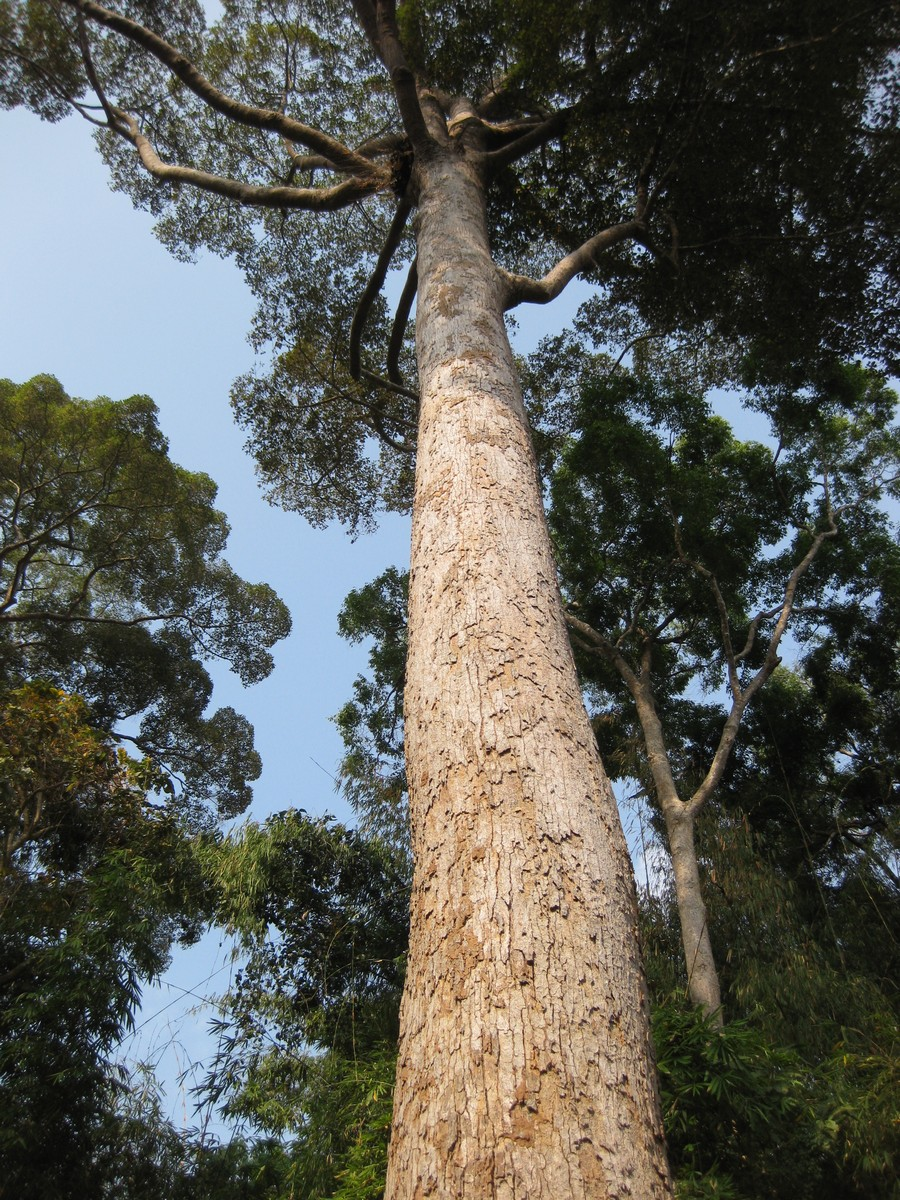
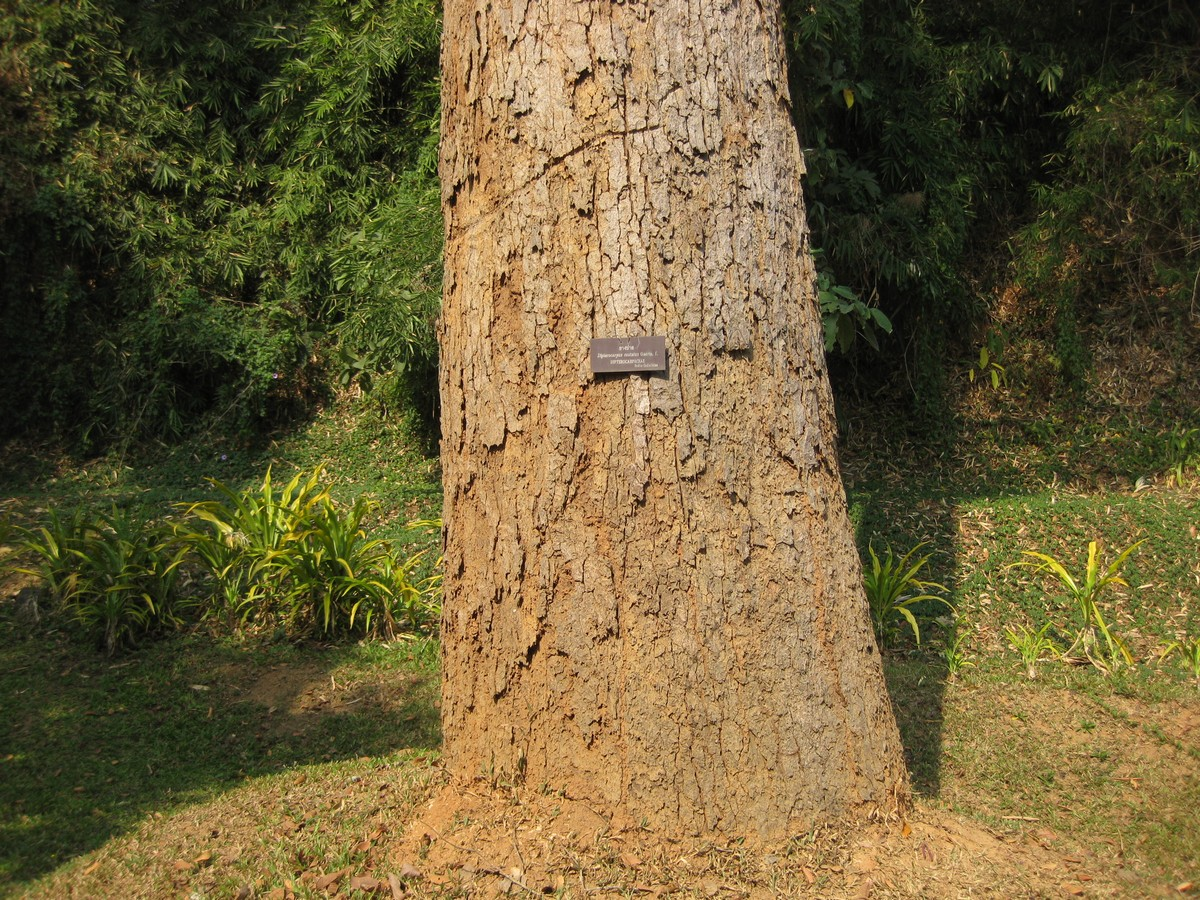
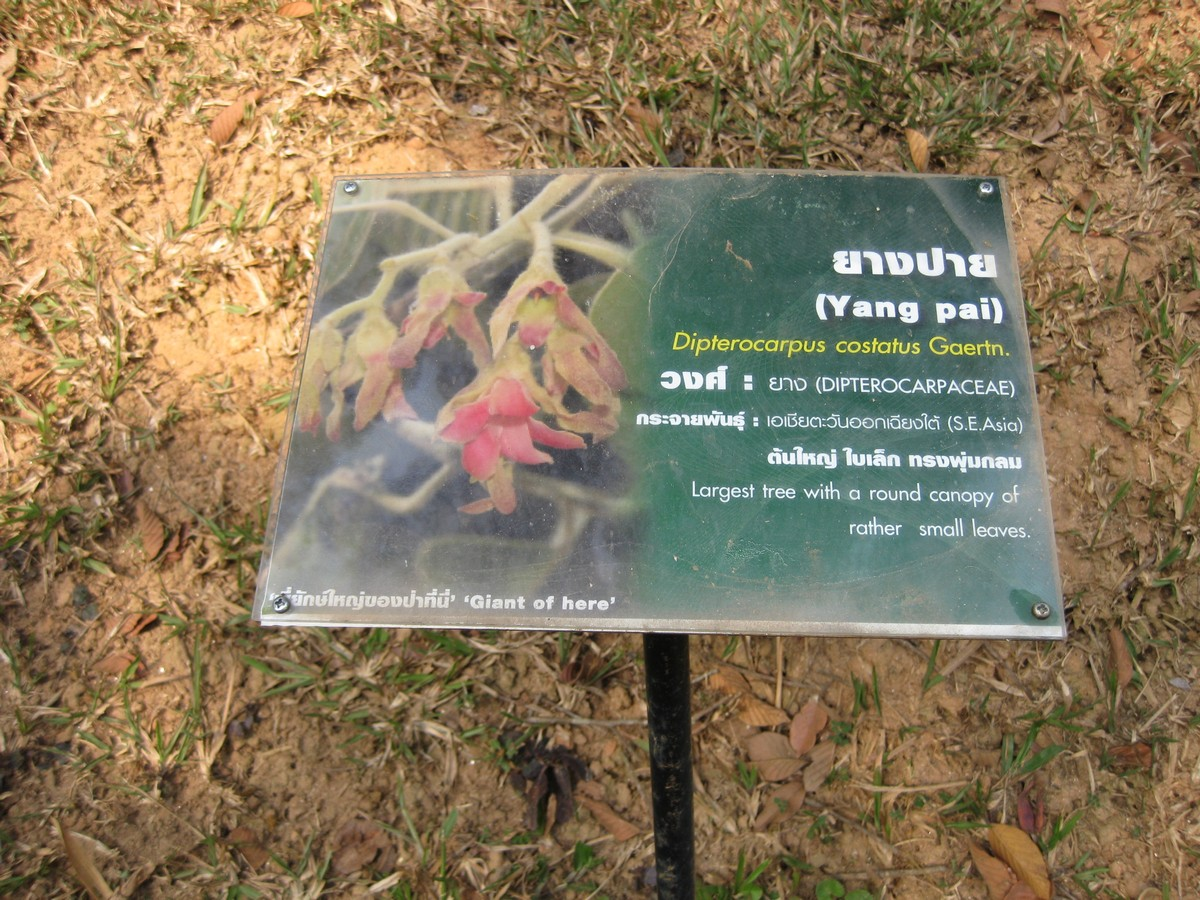